# Searsia lancea
Espèce
Searsia lancea, est une espèce de plantes à fleurs de la famille des Anacardiaceae. C'est un arbre à feuillage persistant, résistant au froid et à la sécheresse, qui peut atteindre huit mètres de hauteur et cinq mètres d'envergure. C'est l'un des arbres les plus communs du Highveld et du Bushveld d'Afrique du Sud, mais on ne le trouve pas dans le Lowveld.

## Description
L'arbre, qui atteint 8 mètres de haut et 5 mètres d'envergure, est « gracieux » avec une forme retombante et une écorce sombre et rainurée qui contraste avec ses longues, minces et glabres feuilles trifoliées aux bords lisses, d'une couleur vert foncé. Il porte de petites fleurs jaunes et, sur les arbres femelles, de petits fruits plats de couleur jaune-vert, appréciés par les oiseaux.

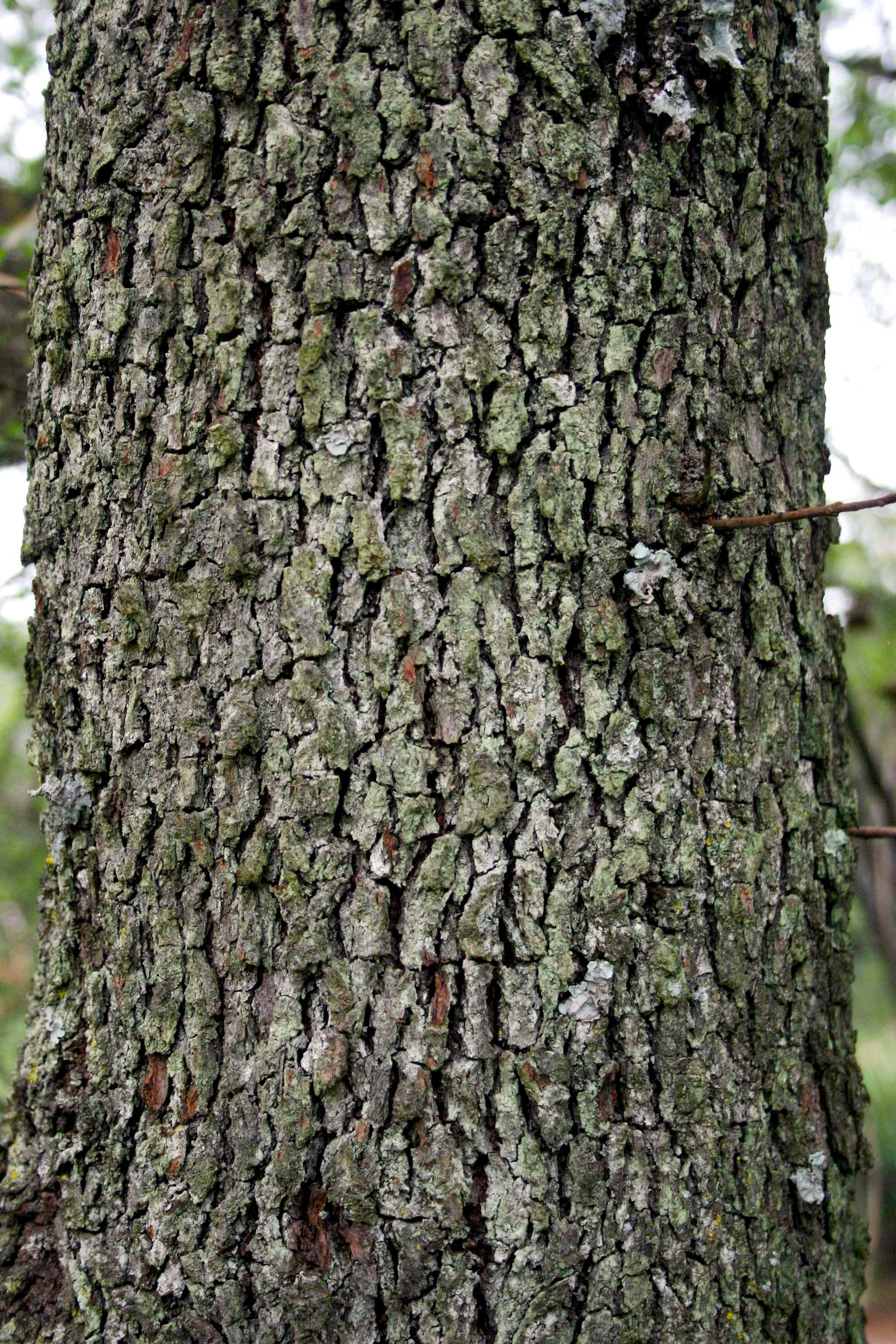
Écorce.
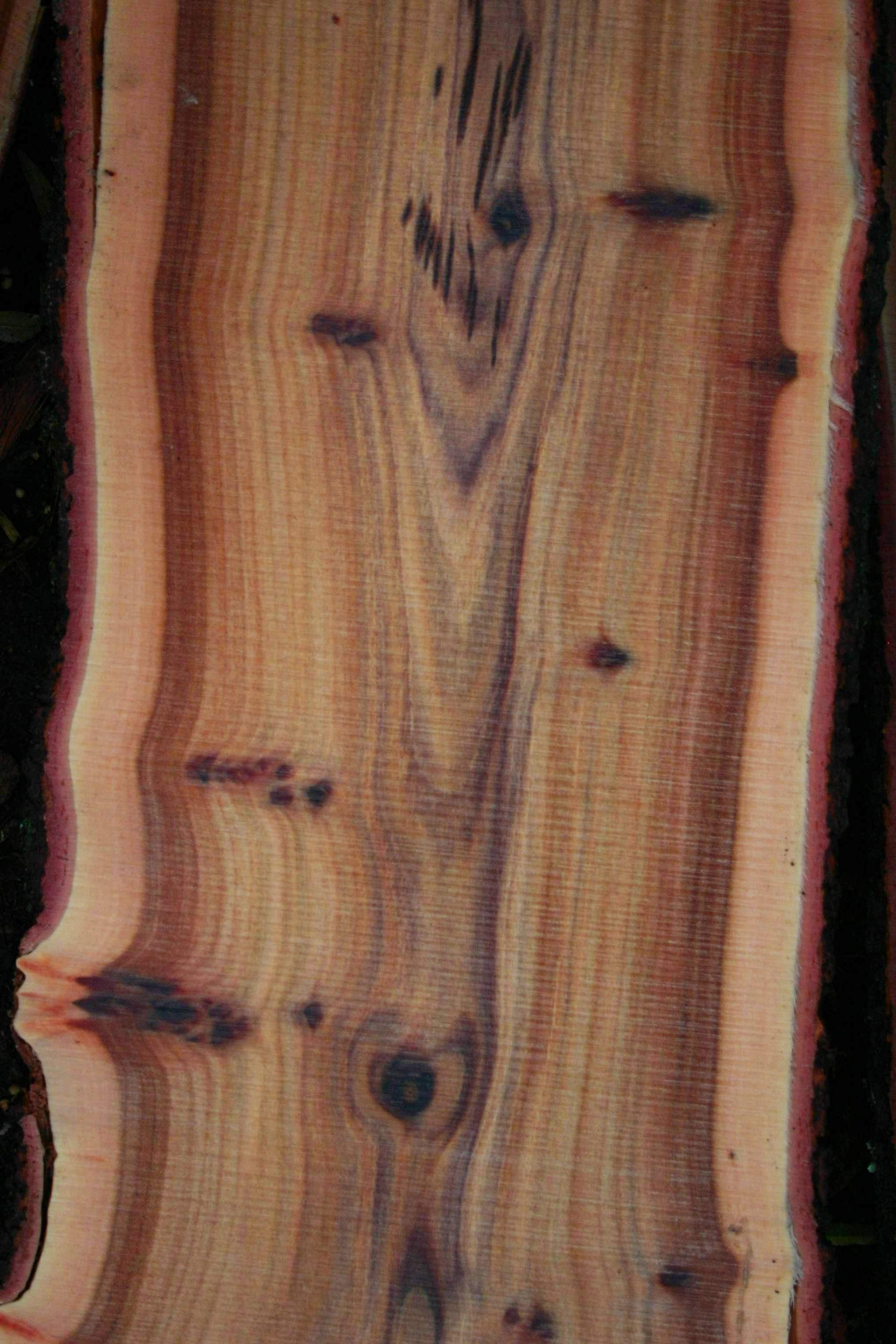
Bois.
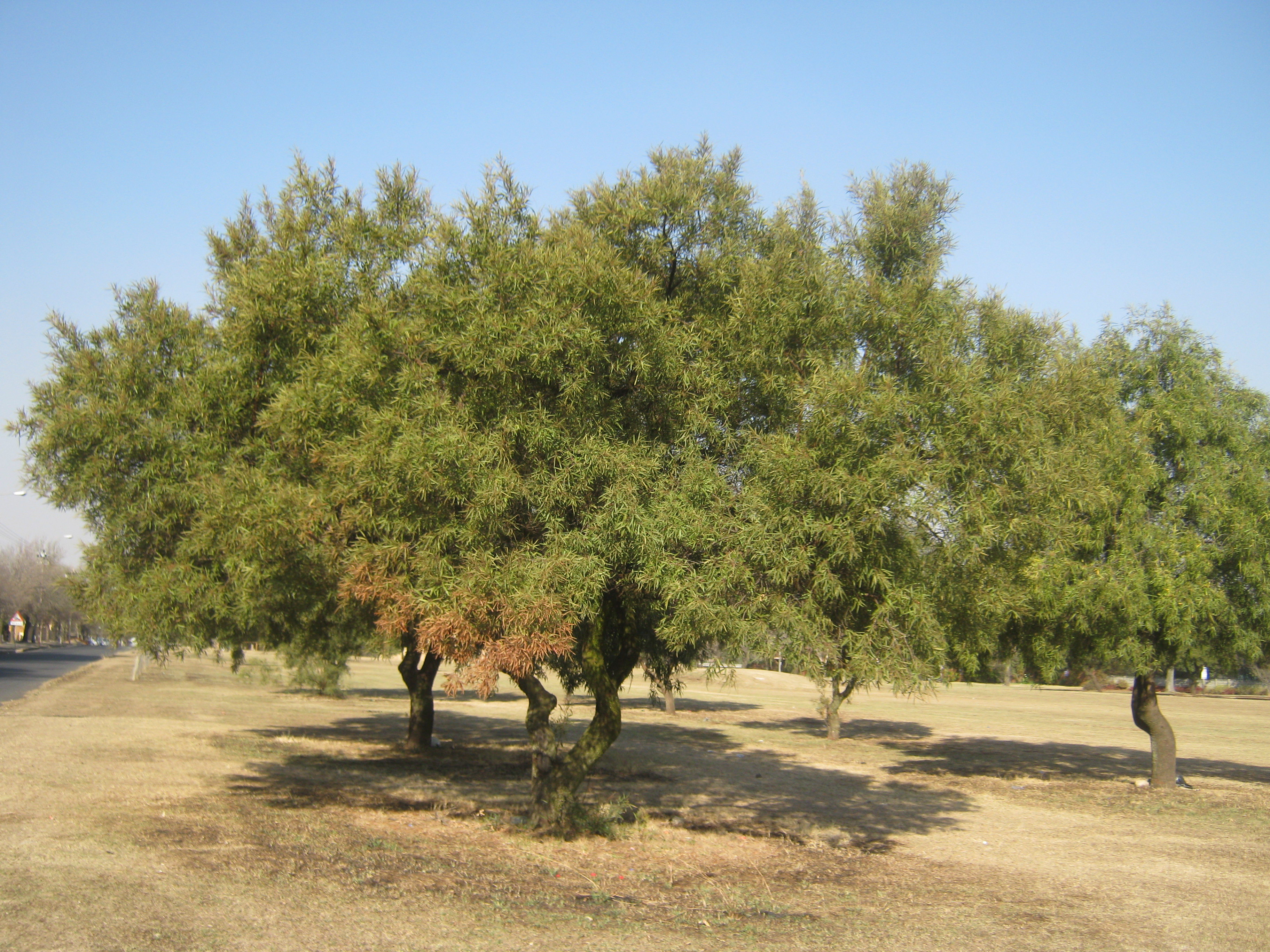
Karees à Germiston, Gauteng.

## Répartition
Cet arbre est originaire du sud de l'Afrique (Botswana, Lesotho, Namibie, Afrique du Sud) et de la partie sud de l'Afrique tropicale ( Zambie, Zimbabwe), mais il est capable de s'acclimater partout.

## Dénominations
Localement, il est nommé karee (en anglais et afrikaans), hlokoshiyne (en isiZulu), umhlakotshane (en xhosa) et mokalaabata (en sotho du nord). En Amérique du Nord, où il a été acclimaté, il est connu sous le nom d'African sumac et de willow rhus.

## Utilisation par l'homme
Dans le passé, ses fruits étaient utilisés dans diverses boissons. L'arbre est utilisé pour les jardins, les parcs et son bois pour les trottoirs.
Il peut toutefois être considéré à certains endroits comme une adventice (plante envahissante).

### Traduction
- (en) Cet article est partiellement ou en totalité issu de l’article de Wikipédia en anglais intitulé « Searsia lancea » (voir la liste des auteurs).